# 멘사 셀렉트
멘사 셀렉트(영어: Mensa Select)는 1990년부터 멘사에서 "독창적이고, 도전적이며, 잘 설계된" 다섯 가지 보드 게임에 매년 수여하는 상이다. 이 상은 매년 멘사 마인드 게임 대회에서 수여된다.

## 역대 수상작
| 연도 | 위치                  | 수상작 |
| ---- | --------------------- | --- |
| 1990 | 뉴욕                  | - 아발론 - 스캐터고리스 - 타부 - 트라이본드 - 트리비얼 퍼슈트: 제누스 에디션                                                                                                 |
| 1991 | 뉴욕                  | - 클루: 더 그레이트 뮤지엄 캐퍼 - 라피스 - 마스터 래버린스 - 피라미스 - 세트                                                                                                 |
| 1992 | 뉴욕                  | - 키네시스 - Q4 - 테라스 - 트래버스 - 와이 낫? |
| 1993 | 뉴욕                  | - 파룩 - 잉클링스 - 오버턴 - 쿼드라처 - 콰르토 |
| 1994 | 뉴욕                  | - 차 - 충 토이 - 다운 폴 - 매직 더 개더링 - 필로스 |
| 1995 | 애틀랜타              | - 콘티누오 - 듀오 (게임) - 퀵소 - 위대한 달무티 - 워드스핀 스크램블 |
| 1996 | 애틀랜타              | - 6님트! (테이크 5! 라고도 불림) - 파이러티어 - 쿼드랭글 - 랫-어-탯 캣 - 투셰                                                                                                |
| 1997 | 시카고                | - 햇트릭 - 쿼리도 - 러시 아워 - 사가리안 - 스톱스 |
| 1998 | 피닉스                | - 아발람 - 큐브 체커스 - 크람 - 스파이 앨리 - 와젯 |
| 1999 | 시애틀                | - 애플스 투 애플스 - 볼록스 (보쿠라고도 불림) - 더블스 와일드 - 플럭스 - 퀴들러                                                                                              |
| 2000 | 애틀랜타              | - 3 스톤즈 - 피니시 라인즈 - 이매지니프... - 타임즈 업! - 제르츠 (GIPF 프로젝트의 일원)                                                                                      |
| 2001 | 메디나                | - 브레인스트레인 - 다오 - 메트로 - 셰이프스 업! - 더폴게임 |
| 2002 | 미니애폴리스          | - 커시즈! - 드본 (GIPF 프로젝트의 일원) - 머긴스 - 스마트 마우스 - 더 레전드 오브 랜드록                                                                                     |
| 2003 | 휴스턴                | - 블로커스 - 시티스케이프 - 옥타일스 - 트랜스아메리카 |
| 2004 | 시카고                | - 10 데이즈 인 아프리카 - 바사리 - 루미스 - 더 브리지스 오브 샹그릴라 - 인시 (GIPF 프로젝트의 일원)                                                                          |
| 2005 | 탬파                  | - 다 빈치의 챌린지 - 인제니어스 - 루트 - 나이아가라 - 젠도 |
| 2006 | 포틀랜드              | - 디플렉션 (현재 "케트"로 불림) - 하이브 - 키스드로우 - 펜타고 - 위츠 앤 웨이저스                                                                                            |
| 2007 | 피츠버그              | - 젬록 - 게오스 - 힛 오어 미스 (힛 오어 미스, 솔리테어 카드 게임과 혼동하지 말 것) - 쿼클 - 스컬더거리                                                                       |
| 2008 | 피닉스                | - 어뮤즈어메이즈 - 아이 노우 - 점불라야 - 픽셀 - 티키 토플 |
| 2009 | 신시내티              | - 코너스톤 - 도미니언 - 마라케시 - 스트래텀 - 틱-택-쿠 |
| 2010 | 샌디에이고            | - 아노미아 - 디지오스 - 포비든 아일랜드 - 워드 온 더 스트리트 - 이커즈! |
| 2011 | 올버니                | - 인스트럭처스 - 파스티셰 - 파이러트 vs 파이러트 - 스톰플 - 엉클 체스트너츠 테이블 가이프 (이터널 레볼루션)                                                                  |
| 2012 | 헌든                  | - 코어세오 - 이오타 - 마인 시프트 - 스네이크 오일 - 테트리스 링크 |
| 2013 | 세인트루이스          | - 포비든 데저트 - 구스! - 커플립! - 쿨라미 - 서버비아 |
| 2014 | 오스틴                | - 유포리아: 빌드 어 베터 디스토피아 - 그래블웰: 이스케이프 프롬 더 9th 디멘션 - 피라믹스 - 퀵스 - 더 듀크                                                                    |
| 2015 | 샌디에이고            | - 캐슬스 오브 매드 킹 루드비히 - 드래곤우드 - 랜턴스: 더 하베스트 페스티벌 - 레터 타이쿤 - 트레킹 더 내셔널 파크스                                                           |
| 2016 | 휠링                  | - 서큘러 리즈닝 - 페이버 오브 더 파라오 - 뉴욕 1901 - 더 라스트 스파이크 - 월즈 페어 1893                                                                                    |
| 2017 | 헌든                  | - 아말감 - 어라운드 더 월드 인 80 데이즈 - 클랭크! - 해리 포터: 호그와트 배틀 - 이매진                                                                                       |
| 2018 | 덴버                  | - 아줄 - 컨스텔레이션스: 더 게임 오브 스타게이징 앤 더 나이트 스카이 - 엑스 리브리스 - 포토신테시스 - 레이더스 오브 더 노스 씨                                               |
| 2019 | 워즈워스              | - 아키텍츠 오브 더 웨스트 킹덤 - 기즈모스 - 건키모노 - 플래닛 - 빅토리안 마스터마인즈                                                                                        |
| 2020 | 어빙                  | 선정된 게임 없음 |
| 2021 | 휴스턴                | - 버뮤다 파이러츠 - 클립컷 파크스 - 게이츠 오브 딜리리움 - 그리도폴리스 - 이쉬타르: 가든스 오브 바빌론 - 코다마 3D - 멘탈 블록스 - 스트라이프스 - 빌리지 필리지 - 후 노즈 후 |
| 2022 | 사우스 포틀랜드       | - 아테네움: 미스틱 라이브러리 - 제노타입: 멘델리안 유전학 게임 - 라이프 오브 어 카멜레온 - 미야비 - 시프팅 스톤스                                                            |
| 2023 | 콜럼버스 (오하이오주) | - 트레킹 스루 히스토리 - 밀레 피오리 - 가르텐바우 - 아크로폴리스 - 부프. |
| 2024 | 샬러츠빌              | - 압덕션 - 퍼스트 인 플라이트: 역사 항공 보드 게임 - 인 더 풋스텝스 오브 다윈 - 더 베일 오브 이터니티 - 완더링 타워스                                                        |